# Бреге (Кршко)
Бреге (словен. Brege) је насељено место у општини Кршко, Доњепосавска регија, Словенија.

## Историја
До територијалне реорганизације у Словенији било је у саставу старе општине Кршко.

## Становништво
У попису становништва из 2011. године, Бреге је имало 252 становника.
| Број становника према пописима | Број становника према пописима | Број становника према пописима |
| ------------------------------ | ------------------------------ | ------------------------------ |
| 1991                           | 2002                           | 2011                           |
| 201                            | 188                            | 252                            |